# Temple de Sedeinga
Le temple de Sedeinga (Ḥw.t-Tjy en égyptien ancien) est un temple égyptien construit pour la reine Tiyi, grande épouse royale du pharaon Amenhotep III. Il est situé à Sedeinga, au Soudan actuel, sur la rive ouest du Nil, entre la IIe et la IIIe cataracte.

## Histoire du site
La construction du temple aurait pu débuter vers l’an 11 ou 12 du règne d'Amenhotep III.  Il s'agissait d'un menenou, un établissement fortifié, bâti autour d'un complexe religieux, de Moyenne-Nubie. Ainsi que son nom égyptien l'indique (dont la traduction en français est : Le-temple-de-Tiyi), l'édifice était dédié à la reine Tiyi. Il est situé à 14 kilomètres au nord du temple de Soleb, avec lequel il partage de nombreuses similitudes. Les deux fondations sont inaugurées en l'an 30 du règne.
À l'instar du temple de Soleb, le temple de Sedeinga est resté en activité jusqu'à la XXe dynastie. Restauré sous le règne du roi Taharqa, il est toutefois détruit entre le VIIe et le Ve siècle av. J.-C., probablement par un séisme.

## Théologie
Tout comme le temple de Soleb, il est consacré aux dieux Amon et Nebmaâtrê. Théologiquement, le temple de Sedeinga pourrait être la contrepartie féminine du temple de Soleb qui était dédié au roi vivant, la reine Tiyi y étant assimilée à la déesse Hathor. Il s'agirait alors du premier temple égyptien édifié pour une reine divinisée de son vivant, bien qu'elle ne s'incarne pas en une divinité nouvelle.

## Fouilles archéologiques
À partir de 1957, l'archéologue italienne Michela Schiff-Giorgini se consacre avec son équipe à l'étude et à la publication du temple de Soleb. Leurs fouilles sont étendues dès 1963 au site de Sedeinga dans son ensemble,. Le temple, dont il ne reste qu'une simple colonne, fait l'objet de quelques relevés et son chapiteau est consolidé.
Le site est placé sous l'égide française dès 1976, avec à sa tête Jean Leclant. Depuis 2008, la SEDAU (Sedeinga Archaeological Unit) est dirigée par Claude Rilly et Vincent Francigny. À partir de 2013, le mécénat du QSAP (Qatar-Sudan Archeological Project) a permis de procéder au démontage du temple en ruine et ainsi de rendre visible les blocs décorés et épigraphiés qui jusqu'à ce jour restaient invisibles.